# Treguaco
Treguaco o Trehuaco (del mapudungun, trewa "perro" y ko, "agua") es una comuna y ciudad de la zona central de Chile, ubicada al noroeste de la región de Ñuble en la provincia de Itata.

## Historia

### Periodo Prehispánico
Tupac Yupanqui, jefe de los ejércitos Incas que ocuparon la zona central de Chile en los siglos XIV-XV quiso extender sus dominios hacia el Itata, pero los caciques trehuaquinos derrotaron a las tropas del Imperio apresando a su máximo jefe. Esta batalla provocó que los Incas nunca emprendieran la conquista de la zona. Cuenta la leyenda que el cadáver de Tupac-Yupanqui se enterró en las ciénagas de Puralihue.

### Época colonial
En 1536 la expedición de Diego de Almagro envió a Gómez de Alvarado en demanda del Estrecho de Magallanes, pero al llegar a la pampa de la desembocadura del Itata, los indígenas trehuaquinos se enfrentaron por primera vez con los ejércitos españoles; fracasando de esta forma la avanzada almagrista al sur de Chile.
Hay muchas versiones del lugar de nacimiento de Lautaro; como una tesis por comprobar se encuentra el hecho de que Lautaro habría nacido en Trehuaco, pues estando Pedro de Valdivia acampando en la zona, el cacique habría sido regalado al conquistador por su padre, el cacique Llanquilero. La toponimia colonial reconocía a Trehuaco como «cerro de indio» supuestamente por ser el lugar de origen del indio que dio muerte al primer Gobernador de Nueva Extremadura.
En la colonia, los registros señalan la existencia de dos formas de habitar este territorio, en el marco del partido de Itata, se refiere la existencia de los pueblos de indios como los de Mela y Maytenco, con 49 y 23 habitantes hacia 1783. Por otra parte, los fundos de Quilpolemu y Minas de Leuque, entre otros, reunían a la población hispano mestiza. La actual comuna albergó de igual modo las encomiendas de indios, formas de organización indígena que acabó con gran parte de la población indígena del valle central.
Quilpolemo es una estancia que albergó parte importante de la historia colonial de Trehuaco, hacienda de familias de importancia como los Alarcón, Roa, Carvajal y Vargas, fue centro del desarrollo agrícola del territorio. La estancia tiene origen en una cesión al marido de la amante del gobernador Alonso de Ribera, a principios del siglo XVI, entre los dueños connotados de su historia reciente está el historiador Francisco A. Encina y posteriormente la familia Almeida, hasta que fue parcelada por la Reforma Agraria.
Muchas otras propiedades, entre ellas algunas de los jesuitas surgieron en este territorio, como el caso de Torreón, que luego pasó a propiedad de familias criollas que explotaron la empresa de la compañía de Jesús. La guerra de independencia traería el declive de estas familias, adeptas a la monarquía como sus parientes de las zonas aledañas de Itata, la política de fundaciones de pueblos y las transformaciones políticas y sociales dibujarían un nuevo mapa del territorio comunal.

### Época Contemporánea
Hacia 1854 se encuentran noticias de poblamiento urbano en esta zona, en esa fecha comenzó a formarse la aldea de Vegas de Itata que hasta el momento había sido una caleta de pescadores, la aldea fue trasladándose lentamente hacia el poniente debido al desarrollo de la agricultura. A fines del siglo XIX tuvo un fuerte desarrollo comercial debido a que los productos de la costa del departamento de Coelemu salían desde esta aldea hacia Tomé.
La capital de la comuna del mismo nombre es mencionada en el Diccionario Geográfico de la República de Chile de Francisco Solano Asta-Buruaga y Cienfuegos:

Aldea del departamento de Itata con 320 habitantes, estafeta y escuela. Se halla al S. de Quirihue y á unos pocos kilómetros hacia el SE. de la aldea de Lonquén, demorando también poco menor distancia hacia el N. de los fundos de Chaudal y Trancoyán. La rodean fundos de cultivo de su mismo nombre, el cual se forma de thegua, el perro, y de co, agua.
Francisco Solano Asta-Buruaga y Cienfuegos (1899)

La comuna fue fundada el 30 de enero de 1973, de acuerdo a la Ley 17.889, publicada en el Diario Oficial número 28.465, de igual fecha. Su creación fue el resultado de la gestión de todo el pueblo que ante sus necesidades se unieron para lograr la ansiada comuna. Es importante destacar que el vecino Clodomiro Almeyda, dueño del Fundo Quilpolemu de la Comuna, era el ministro de Interior y Vicepresidente de la República al momento de firmar el Proyecto de Ley que dio origen a la comuna.

## Medio ambiente

### Geomorfología y componentes abióticos

Trazado simplificado de los ecosistemas y cuerpos de agua presentes en la comuna de Treguaco.

La comuna de Treguaco se encuentra emplazada en las unidades geomorfológicas de Planicie marina o fluviomarina, Cordillera de la costa, Cuencas graníticas marginales y Llano central fluvio-glacio-volcanico; y presenta según la clasificación climática de Köppen clima mediterráneo de lluvia invernal (Csb) y clima mediterráneo de lluvia invernal e influencia costera (Csb (i)). Esta además se halla entre las cuencas hidrográficas de Costeras entre límite de la región y el río Itata y río Itata. Además, la comuna posee diversos cuerpos de agua, entre los que se destacan el río Itata y río Lonquén.

### Componentes bióticos
Dentro del territorio de la comuna se pueden hallar los siguientes ecosistemas:
- Bosque caducifolio mediterráneo costero donde predominan Nothofagus glauca y Azara petiolaris (En peligro crítico)
- Bosque caducifolio mediterráneo costero donde predominan Nothofagus glauca y Persea lingue (En peligro crítico)
- Bosque caducifolio mediterráneo costero donde predominan Nothofagus obliqua y Gomortega keule (En peligro crítico)
- Bosque esclerófilo mediterráneo costero donde predominan Lithrea caustica y Azara integrifolia (En peligro crítico)
- Bosque esclerófilo psamófilo mediterráneo interior donde predominan Quillaja saponaria y Fabiana imbricata (En peligro crítico)

### Medidas de protección ambiental y conflictos socioambientales
Hasta 2022, la comuna de Treguaco cuenta con las siguientes zonas que poseen algún nivel de protección ambiental:
- Humedal Itata (Humedal urbano)[14]
- Santuario de la Naturaleza Humedal Desembocadura del Río Itata (Santuario de la Naturaleza)[15]
- Vegas del Itata (Sitios ERB)[16]

## Demografía

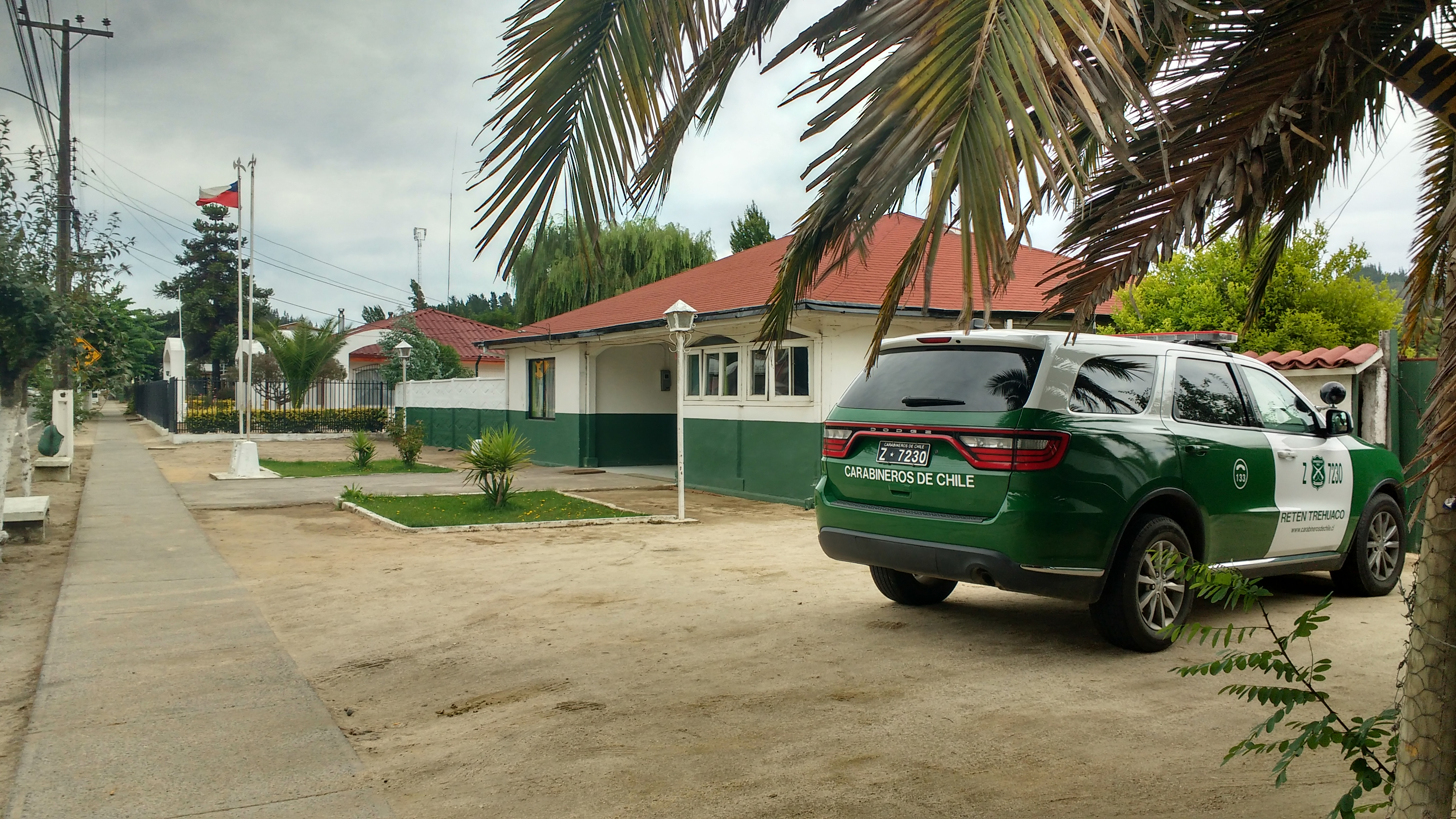
Retén de Carabineros de Chile en la comuna.

En el censo de 2017, la comuna de Trehuaco tenía una población de 5401 habitantes y una superficie comunal de 313,1 km². Trehuaco tiene una densidad de 17,3 habitantes por km². Del total de la población, el 23,5% corresponde a población urbana y el 76,5% a población rural. La totalidad de la población urbana se encuentra en el pueblo de Trehuaco, centro administrativo de la comuna.

### Localidades
Las localidades ubicadas en la comuna, con sus respectivos habitantes según el censo de 2002, son:
- Trehuaco, capital comunal, 1245 habitantes.
- Hernán Brañas, 559 habitantes.
- Maitenco, 373 habitantes.
- Denecán, 254 habitantes.
- Mela, 91 habitantes.
- El Aromo, 83 habitantes.
- Torreón, 83 habitantes.
- Puralihue, 77 habitantes.
- Los Rarines, 56 habitantes.
- Bajo Los Mardones, 40 habitantes.
- Goropeumo, 24 habitantes.
- Rapu, 23 habitantes.
- Laguilagui, 11 habitantes.

## Administración

### Municipalidad

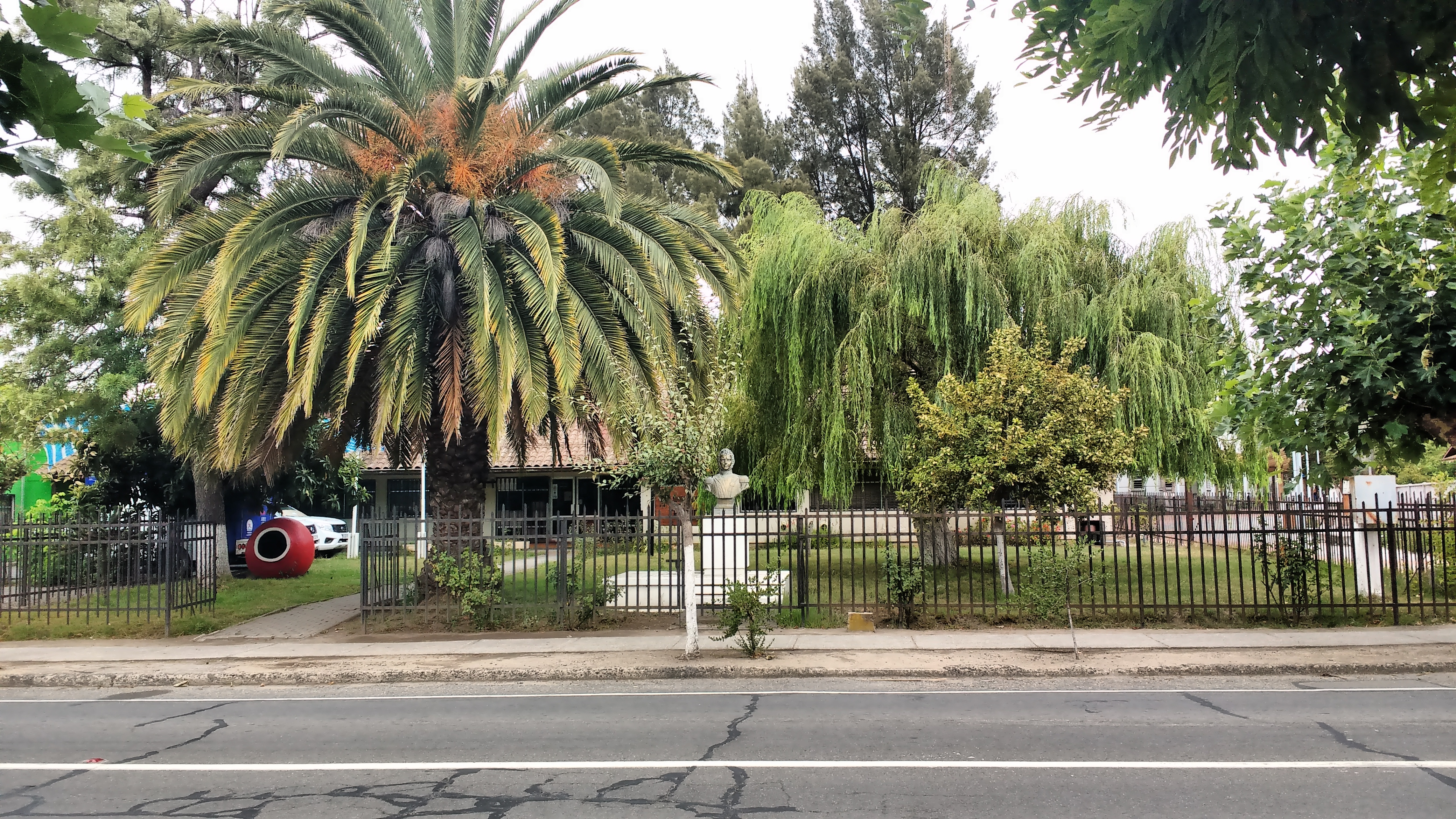
Municipalidad de la comuna de Trehuaco.

La administración de la comuna corresponde a la Ilustre Municipalidad de Trehuaco, dirigida por el alcalde Jorge Iván Morales Sanhueza, elegido hasta el 2028. El alcalde cuenta con la asesoría del concejo municipal integrado en el periodo 2024-2028 por los concejales:
- Claudia Parra Bello, 756 votos.
- Rolando Agurto Acuña, 582 votos.
- Gonzalo Constanzo Monsalve, 382 votos.
- Samuel Montecinos Zapata, 343.
- Luis Monsalve Valenzuela, 285 votos.
- Camila Flores Muñoz, 273 votos.

### Representación parlamentaria
La comuna de Trehuaco es representada en el Senado de la República por Alejandro Navarro (MAS) y Jacqueline Van Rysselberghe (UDI). A su vez, en la Cámara de Diputados es representada por Loreto Carvajal (PPD), Jorge Sabag (PDC), Carlos Abel Jarpa (Ind), Gustavo Sanhueza (UDI) y por Frank Sauerbaum (RN).

## Economía
En 2018, la cantidad de empresas registradas en Trehuaco fue de 39. El Índice de Complejidad Económica (ECI) en el mismo año fue de -1,13, mientras que las actividades económicas con mayor índice de Ventaja Comparativa Revelada (RCA) fueron Servicios de Forestación (627,02), Fabricación de Tableros, Paneles y Hojas de Madera para Enchapado (274,25) y Fabricación de Otros Productos de Madera, Artículos de Corcho, Paja y Materiales Trenzables (82,26).

## Cultura

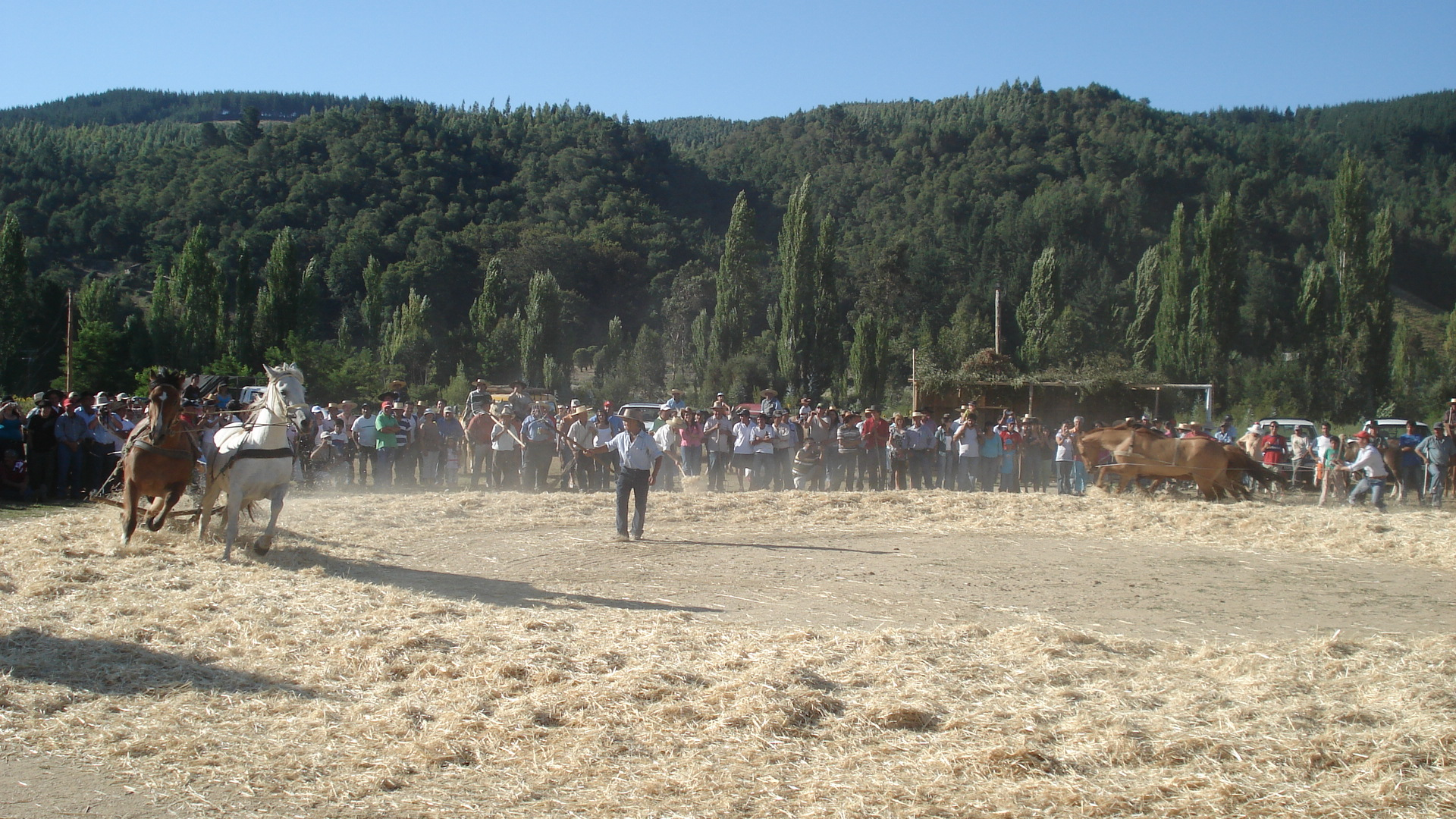
Fiesta de la "Trilla a Yegua Suelta" en aniversario 35 de la comuna.

### Treguaquinos
La comuna de Treguaco ha sido hogar de figuras históricas importantes. Entre ellas se destaca Lautaro, líder mapuche de la Guerra de Arauco, quien es recordado como uno de los más grandes estrategas en la historia de Chile.

### Cultura campesina
Trehuaco es una comuna de cultura agrícola, donde muchos de sus pobladores provienen de los antiguos fundos. Los más conocidos son el Fundo de Quilpolemu y el Fundo de Minas de Leuque. Sin embargo actualmente los sectores agrícolas son muy reducidos, pues la empresa forestal ha ingresado al área fuertemente, constituyéndola actualmente en una comuna forestal.
A pesar de ello, todavía se destaca por sus viñedos, especializados en uva de mesa, por sus membrillos muy jugosos, por las papas y papayas del sector costero y la mora recolectada por muchas mujeres trehuaquinas.
Destaca una forma de vida típica de campo chileno especialmente en los sectores, con juntas de vecinos, clubes deportivos y carreras a la chilena. Las más importantes tradiciones son rescatadas por el Club de Huasos de Trehuaco.

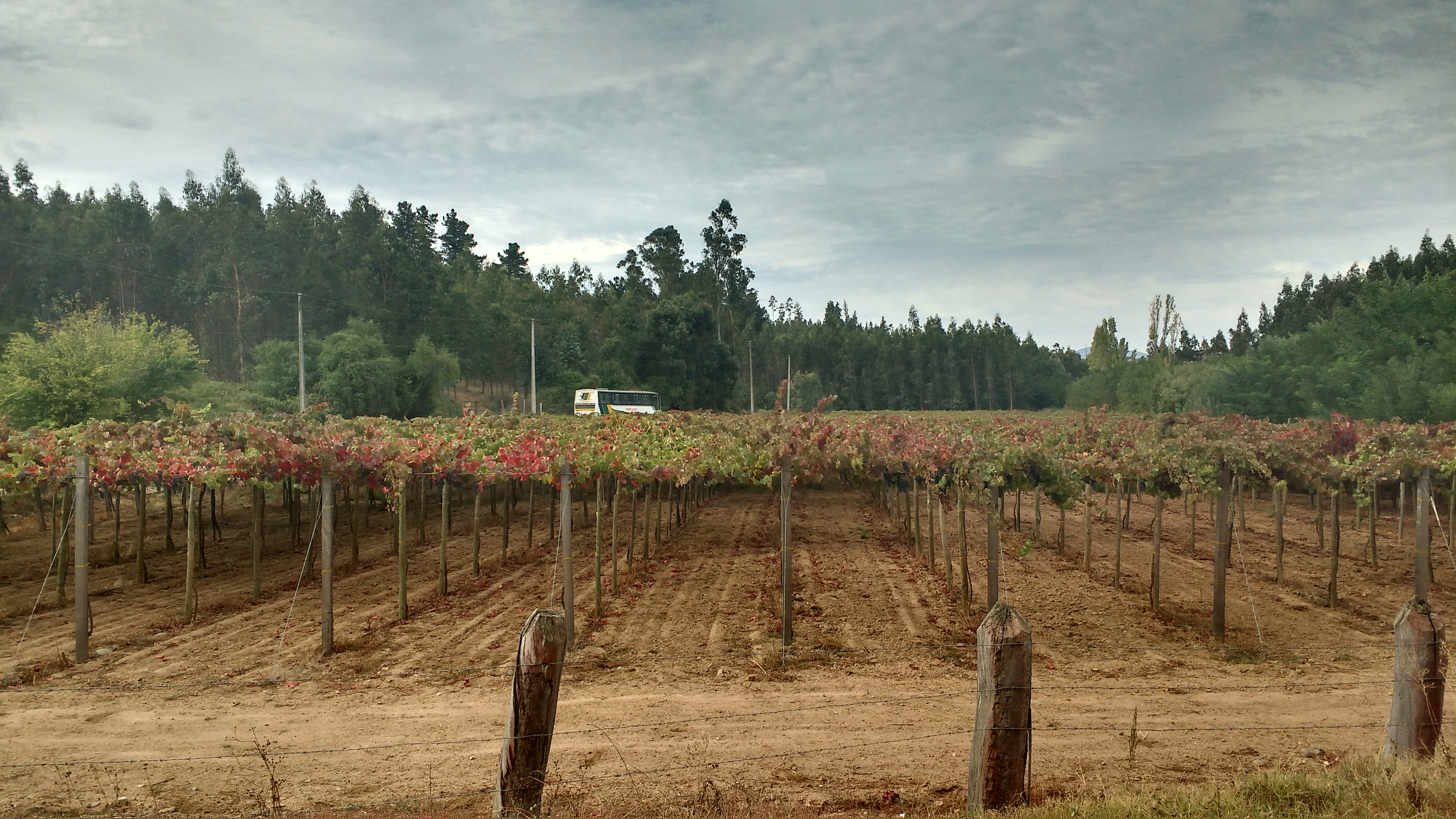
Viñedos en la localidad de Torreón.

La Fiesta del Mingaco de la Papa es una Fiesta costumbrista que se realiza en el sector costero de Mela donde se realiza el tradicional mingaco de la siembra de la papa, cultivo que caracteriza al sector. Esta es una tradición que por años se practica en la zona y consiste en que los vecinos del sector ayudan al dueño de casa en forma gratuita a realizar la siembra de las papas, por lo que una vez terminada la siembra el dueño de casa en gratitud atiende a los vecinos con un festín. Es por esto que se quiere rescatar y resaltar toda la mística, las creencias populares de esta tradición a través de esta importante Fiesta que se realiza anualmente en el mes de octubre y que reúne a unas 15 000 personas de la región quienes vienen a disfrutar del paisaje, de fondas, cocinerías de comidas típicas, juegos autóctonos y de un gran show artístico.

## Lugares de interés

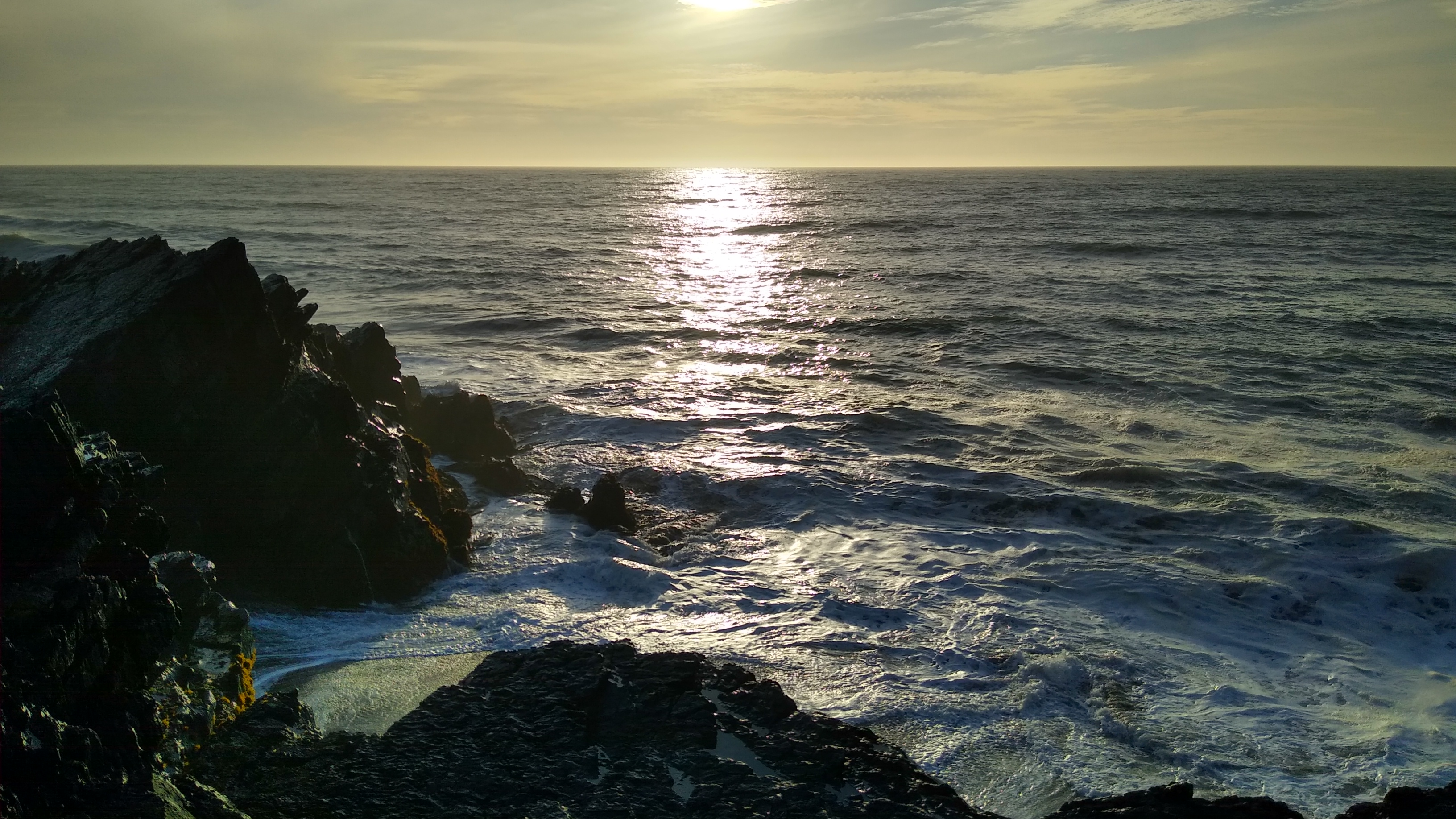
Vista desde el sector de Mela, hacia la costa del Océano Pacífico.

Trehuaco es una de las comunas costeras de la Región de Ñuble junto con Coelemu y Cobquecura. La comuna cuenta con la playa de Mela a pasos de la desembocadura del río Itata, donde el paso de turistas no es frecuente, debido a que presenta la dificultad de que entre Vegas del Itata (Coelemu) y Mela no existe un puente que los conecte sobre el río Itata, pues la corriente del agua es turbulenta lo que impide una conexión vial.

## Deportes

### Fútbol
La comuna cuenta con un club de fútbol (club deportivo Hernán Brañas) que compite en la Asociación de Fútbol de Coelemu. El club disputa sus juegos de local en el Estadio Municipal de Trehuaco.

## Medios de comunicación

### Radioemisoras
FM
- 93.9 MHz - Radio Interactiva
- 96.9 MHz - Radio Alondra
- 107.9 MHz - Radio Nueva Voz